# 兩線作戰

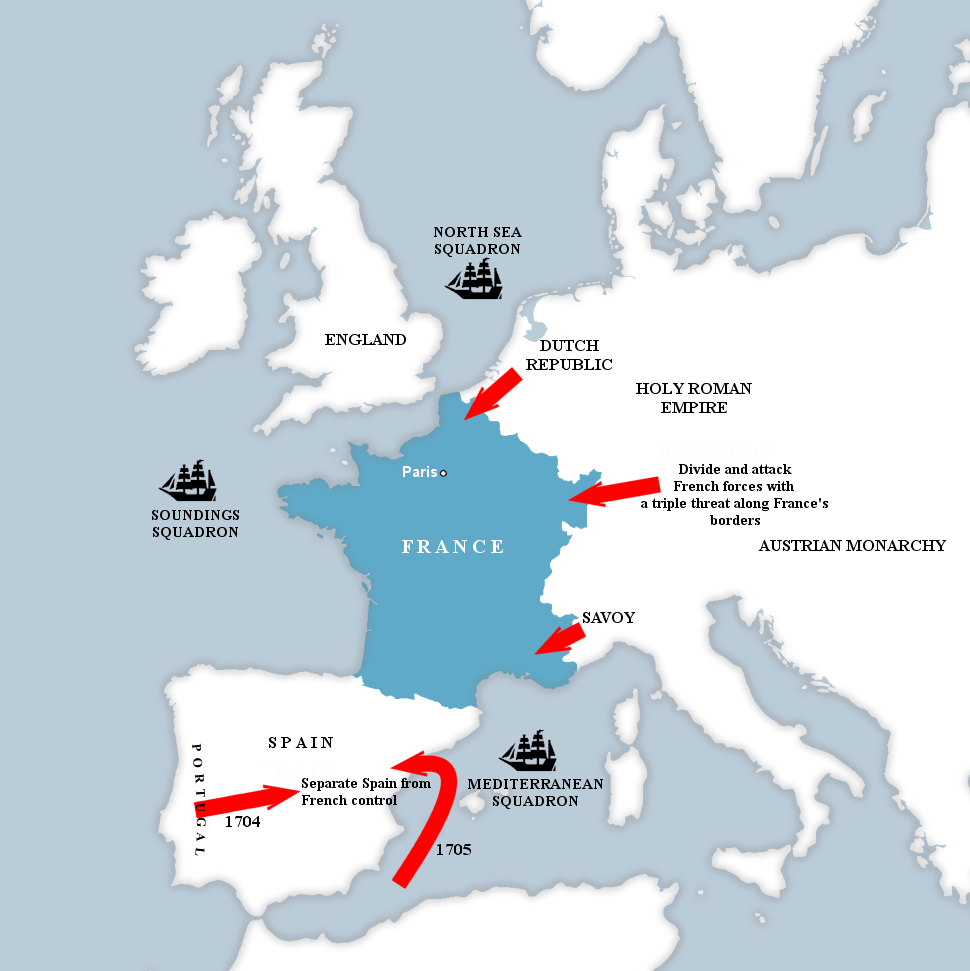
路易十四時期的法國需要面對雙線甚至五線作戰的局面：東北部的低地、東部的神聖羅馬帝國、東南部的薩伏依、南部的西班牙、西面的聯軍海軍

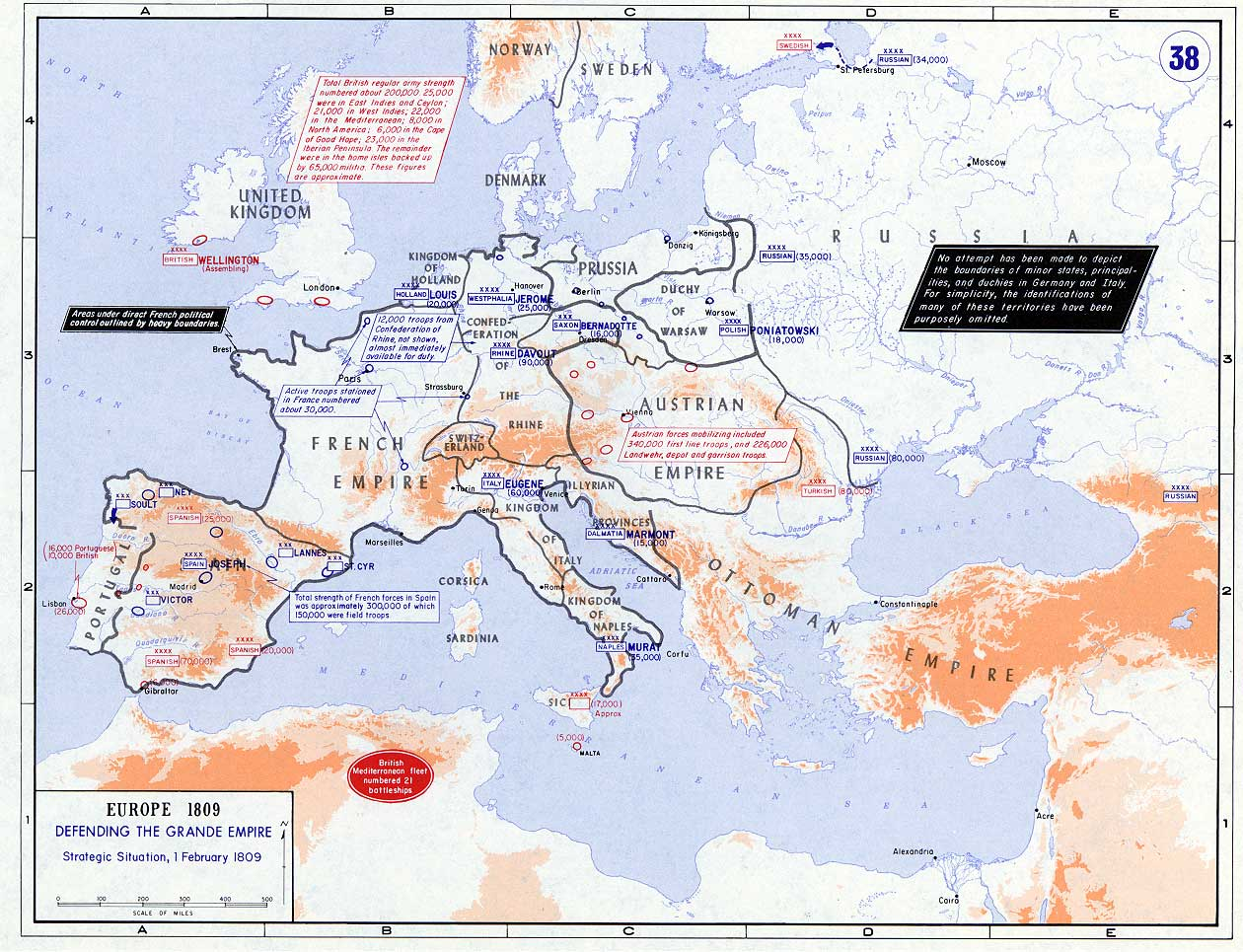
拿破崙的法國需要面對兩線甚至多線作戰的局面：西南由英國控制的葡萄牙不斷進行襲擾、西北的不列顛群島是首要敵人、東部的俄國也在蠢蠢欲動

一戰前夕，德國、奧匈、義大利組成的三國同盟也面臨兩線作戰的問題

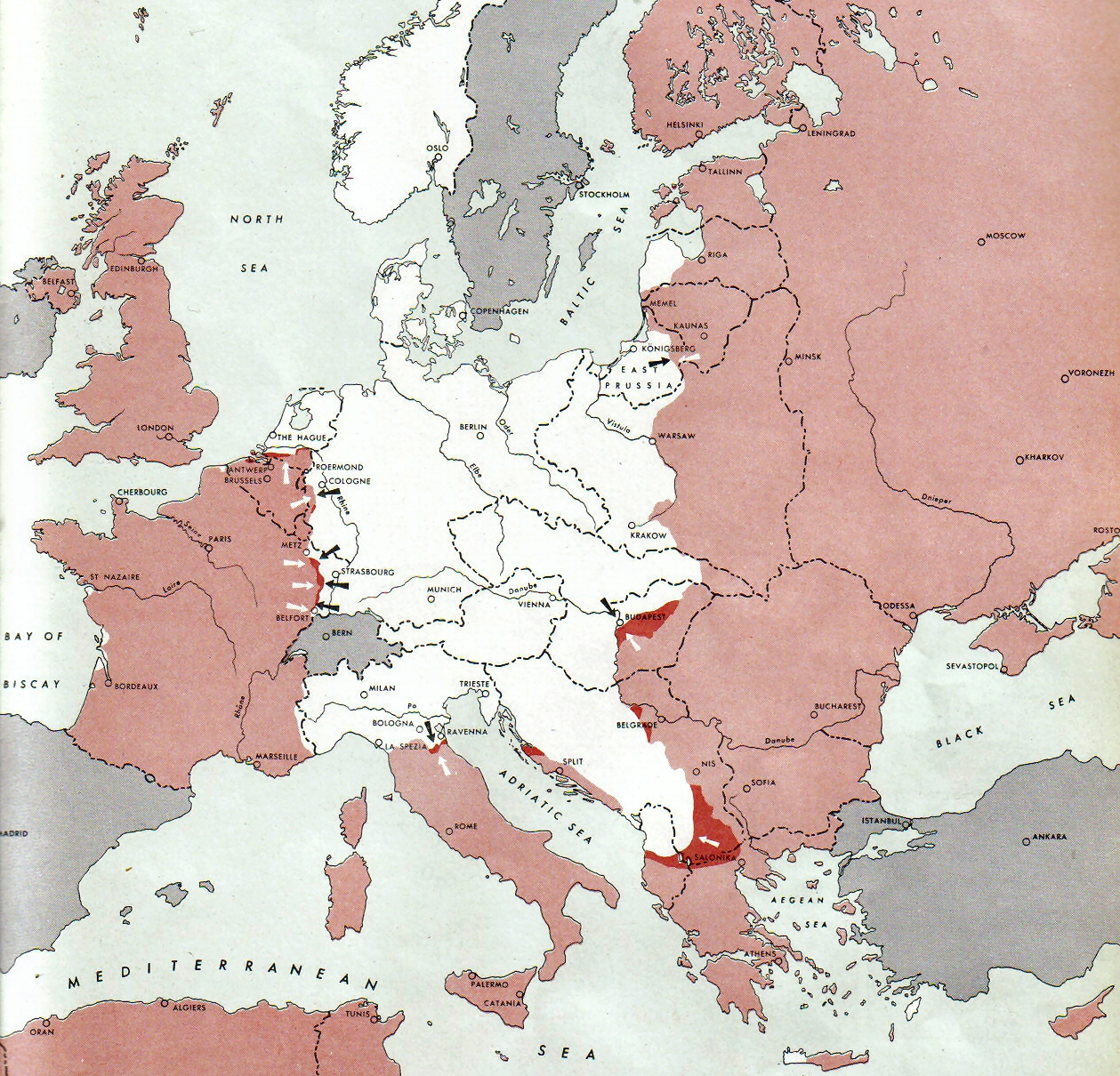
1944年底的德國，其戰線已經被壓縮至了本土

兩線作戰（德語：zweifrontenkrieg）是指敵對勢力在兩條地理上分開的戰線上相遇並發生戰爭。兩個或更多盟友的部隊通常同時與對手交戰，以增加他們成功的機會。對手因此遇到嚴重的後勤困難，因為他們被迫分裂和分散他們的部隊，保衛延伸的前線，並且至少部分切斷了他們獲得貿易和外部資源的機會。然而憑藉中心位置，他們可能擁有內部線的優勢。
該術語已廣泛用於隱喻意義，例如說明戰場上的軍事指揮官的困境，他們努力執行文職官僚的虛幻戰略思想，或者溫和的法律動議或立場同時遭到政治左派的反對和權利。國內反戰運動和民權組織對越南戰爭後期的血腥軍事鬥爭的反對和反對，也被描述為在越南作戰的美軍的兩線戰爭。